# 申し立て
| ウィキペディアには「申し立て」という見出しの百科事典記事はありません（タイトルに「申し立て」を含むページの一覧/「申し立て」で始まるページの一覧）。 代わりにウィクショナリーのページ「申し立て」が役に立つかもしれません。 |